# 9156 Malanin
9156 Malanin (1982 TQ2) là một tiểu hành tinh vành đai chính được phát hiện ngày 15 tháng 10 năm 1982 bởi L. G. Karachkina ở Nauchnyj.